# Sitio de unión
En bioquímica, un sitio de unión (en inglés binding site, sitio de enlace) es una región de una proteína,  ADN o ARN en la que otra molécula o ion específicos forma un enlace químico.
El término saturación se refiere a la fracción del total de centros de unión que están ocupados (tienen una molécula o ion unido a él) en un determinado momento. Cuando más de un tipo de ligando puede unirse a un centro de unión, se genera una competencia entre ellos. Existe un equilibrio entre los ligandos  enlazados y no enlazados a los centros de unión.
Los centros de unión también exhiben especificidad química (la medida de los tipos de ligandos que pueden unirse al centro), y afinidad química (la medida de la fuerza de los enlaces químicos). Un tipo más específico de centro de unión es el centro de unión del factor de transcripción, presente en el ADN.